# Selci
Selci su naselje u općini Bizovac u Osječko-baranjskoj županiji. Naselje se nalazi na 90 metara nadmorske visine u nizini istočnohrvatske ravnice.

## Stanovništvo
| broj stanovnika |       |       | 67    | 101   | 132   | 155   | 145   | 93    | 88    | 140   | 159   | 100   | 56    | 29    | 21    | 13    | 7     |
|                 | 1857. | 1869. | 1880. | 1890. | 1900. | 1910. | 1921. | 1931. | 1948. | 1953. | 1961. | 1971. | 1981. | 1991. | 2001. | 2011. | 2021. |

Samostalno naselje od 1981. Nastalo izdvajanjem dijela naselja Petrijevci. Kao dio naselja od 1869. do 1900. iskazuje se pod imenom Selce, a od 1910. do 1971. pod imenom Selci Petrijevački. Podaci za 1869. sadržani su u naselju Brođanci. 

## Povijest
Na lokaciji Travnjak otkrivena je 1896. godine ostava iz brončanog doba. Na spomenutoj lokaciji pronađene su šuplje sjekire, srpovi, sjekire sa zaliscima i igla kao dokaz ranijeg prebivanja ljudi na ovom prostoru.
Tek od 1721. godine došlo je naselje u sastav Valpovačkog vlastelinstva. Poslije Prvog svjetskog rata naselilo se oko 200 Slovaka. Selo nema kapelice ili crkve, a pripada katoličkoj župi Bizovac. Selu prijeti u doglednoj budućnosti izumiranje. 
1987. tokom ljeta u selu i okolici sniman je film Sokol ga nije volio u režiji Branka Šmita, a u glavnoj ulozi je bio Fabijan Šovagović.

## Vanjske poveznice
- http://www.opcina-bizovac.hr